# Первые Синьялы (Красноармейский район)
Пе́рвые Синья́лы (чув. Çĕньял) — деревня в Красноармейском районе Чувашской Республики.

## География
Находится в северной части Чувашии, на расстоянии приблизительно 11 км на восток-юго-восток по прямой от районного центра села Красноармейское на левом берегу реки Тюрарка.

## История
Известна с 1858 года как околоток деревни Именева (ныне не существует). В 1906 году было учтено 29 дворов, 145 жителей, в 1926 — 35 дворов, 163 жителя, в 1939—190 жителей. В 1979—130 жителей. В 2002 году было 33 двора, в 2010 — 24 домохозяйства. В 1931 был образован колхоз «Правда», в 2010 году действовал СХПК «Прогресс». До 2021 года входила в состав Яншихово-Челлинского сельского поселения до его упразднения.

## Население
Постоянное население составляло 59 человек (чуваши 98 %) в 2002 году, 43 в 2010.